# Jiří Traxler (muzikolog)
Jiří Traxler (30. srpna 1946 Praha – 17. dubna 2019 Praha) byl český folkový hudebník, zpěvák, scenárista, muzikolog, etnolog a folklorista, bratr hudebníka Petra Traxlera. Proslul zejména coby umělecký vedoucí (zpěvák i instrumentalista) folkové hudební skupiny Skiffle Kontra, respektive Český skiffle či Žáci.

## Život
Po maturitě na SVVŠ Budějovická roce 1964 absolvoval roku 1968 Filosofickou fakultu Univerzity Karlovy v oboru etnografie a folkloristika. Dále na Pražské konzervatoři v letech 1969–1972 studoval u Harryho Macourka skladbu a zpěv v oblasti nonartificiální hudby.
V roce 1994 studoval na Filosofické fakultě UK obor etnologie, kdy se věnoval rukopisům písňové tvorby Jana Jeníka z Bratřic, v roce 2001 zde obhájil doktorát z filosofie.
Od roku 1994 byl zaměstnán v Etnologickém ústavu AV ČR, kde pracoval jako folklorista v oddělení etnomuzikologie. Zde se věnoval hudebním žánrům, které úzce souvisí s lidovou slovesností, městským folklórem a lidovými písněmi a lidovým muzicírováním se zaměřením zejména na pololidové a zlidovělé písně pocházející z oblasti jako je trampská píseň, kramářská píseň, dělnické zpívání, společenský a divadelní zpěv apod.
Jde o autora několika televizních a filmových scénářů, kromě toho také účinkoval i ve svých vlastních autorských výchovných pořadech.
Zpracoval také sbírku písní Václava Pletky a věnoval se vydávání sbírek písní Jana Jeníka z Bratřic. Společně se svým bratrem Petrem Traxlerem také zhudebnil Erbenovu Kytici a Máchův Máj.

## Knihy
- 1999 Písně krátké Jana Jeníka rytíře z Bratřic, I. díl, Etnologický ústav AV ČR, ISBN 80-85010-39-9, EAN: 9788085010398
- 2011 Písně krátké Jana Jeníka rytíře z Bratřic, II. díl, Etnologický ústav AV ČR